# Front démocratique national anti-impérialiste
Pour les articles homonymes, voir Front démocratique national.
Le Front démocratique national anti-impérialiste (acronyme anglais : AINDF) (hangeul:반제민족민주전선 (반제민전)) est une organisation politique sud-coréenne clandestine, considérée comme un parti politique socialiste par la Corée du Nord et un groupe d'espionnage pro-communiste par le gouvernement sud-coréen.

## Historique
Il a été fondé sous le nom de « Parti révolutionnaire pour la réunification » le 2 août 1969. Il a été rebaptisé « Front démocratique national de Corée du Sud » (hangeul:한국민족민주전선 (한민전)) le 27 juillet 1985, avant d'adopter son nom actuel le 23 mars 2005. 
Le Front démocratique national anti-impérialiste est guidé par les idées du Juche établies par le président Kim Il-sung. Il vise à déclencher une révolution populaire dans le Sud de la Corée, à achever l'indépendance de la Corée par le retrait des troupes et des bases américaines, et à parvenir à une réunification de la Corée. 
L'histoire du Front remonte à 1964 avec la formation d'un comité préparatoire pour créer le Parti révolutionnaire pour la réunification. Celui-ci a été officiellement fondé en 1969 par Kim Jong-tae et Choi Yong-do, tous deux exécutés par le régime militaire du général Park Chung-hee ainsi que d'autres dirigeants du parti ; la plupart des militants ont été condamnés à des peines de prison. L'épouse et les deux enfants de Kim Jong-tae ont disparu, tandis que la principale entreprise nord-coréenne de productions de locomotives électriques a été baptisée du nom du dirigeant révolutionnaire exécuté.
En 1985, il a fusionné avec le Parti stratégique de libération de Corée du Sud, et a été rebaptisé Front démocratique national de Corée du Sud.
Il est interdit en Corée du Sud, en application de la loi de sécurité nationale, mais agit clandestinement. Il a des représentations à Pyongyang, en Corée du Nord, et au Japon.